# 壁咚
壁咚（日语：／ kabe don），指拍擊牆壁時發出「咚」的聲音之行為（此處的「咚」為擬聲詞）。包括以下兩種情形：
1. 在公寓大廈，隔壁房間發出吵鬧聲時，捶打牆壁以表示抗議的動作[1]。
2. 一方將另一方逼到牆邊，並伸出手掌扶靠於牆面時「咚」的一聲發出聲響的動作[2][3]。

以上的第二種用法，在2008年之後逐漸形成「壁咚」的通稱，並成為日本女高中生的流行語，媒體亦廣泛報導。

## 用法

### 居住方面
日本的集合住宅，如公寓大廈等，因鄰居發出吵雜聲響，為了抗議鄰居，而用力捶牆壁使對方注意，其後通稱為「壁咚」。而原本公寓住宅的牆壁即隔音較差，亦時常發生此類紛爭。

### 戀愛方面

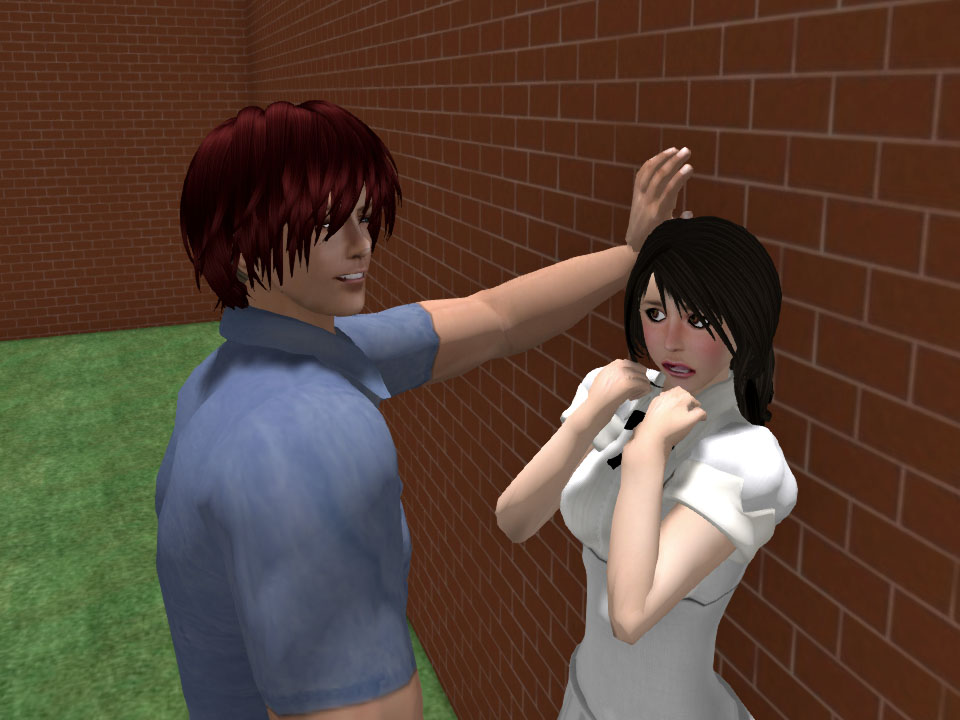
男女之間的壁咚示意圖之二

壁咚在日本現行法律中雖極有可能觸犯暴行罪，但主要出現在少女漫畫和動畫等情節中，如男性將女性逼向牆壁的同時，以手拍擊牆面圍住女性並發出「咚」的聲音。
「壁咚」最初出現在2008年聲優新谷良子所介紹的「令人萌的狀況」中。其後，在漫畫家渡邊鮎的少女漫畫《鄰居同居》亦出現此用法，並在2014年4月翻拍為真人電影版，此名詞開始廣為人知。而因常出現在少女漫畫中，也在女高中生之間廣泛流行。
根據日本Cyber Agent的問卷調查，「壁咚」此一名詞在2014年上半年以女高中生為對象的流行現象排行榜中獲得第一名。2014年6月，知名的日清食品亦開始以
「壁咚」為題材，製作泡麵電視廣告並期間限定播出；在電視劇和綜藝節目中，亦被引用惡搞及製作相關特集。
2014年，在秋季檔的日本電視劇中，亦同時多部出現「壁咚」的情節。如《今天不上班》、《Dear Sister》、《對不起青春！》、《派遣女醫X》和《靈異教師神眉》等皆引用來惡搞，引起話題。後來在2015年，圓谷製作更打破超人之父的形象，在與百貨公司 Amu Plaza 合作的春季減價廣告中上映一場巴黎鐵塔「壁咚」。
2018年在杜若わか的日本漫畫作品的動畫化作品敦君與女朋友中第15話也有出現「壁咚」，男主角因為發燒沒去保健室，而被女主角(兼女朋友)生氣的「壁咚」，所以「壁咚」不盡限於男對女，而女對男也算是「壁咚」，也可稱為「逆壁咚」，除了男女主角之外還有，男主角的妹妹被男主角的朋友「壁咚」的畫面出現。